# Jean-Jacques Guissart
Jean-Jacques Guissart, född 5 augusti 1927 i Nogent-sur-Marne, död 15 september 2008 i Cannes, var en fransk roddare.
Guissart blev olympisk silvermedaljör i fyra utan styrman vid sommarspelen 1952 i Helsingfors.